# Hayashi Tadasu
Hayashi Tadasu est un nom japonais traditionnel ; le nom de famille (ou le nom d'école), Hayashi, précède donc le prénom (ou le nom d'artiste).
Le comte Hayashi Tadasu (林 董), né le 11 avril 1850 à Sakura au Japon et décédé à l'âge de 63 ans le 10 juin 1913 à Hayama, est un diplomate et homme politique japonais de l'ère Meiji.

## Biographie

### Jeunesse et études
Né à Sakura dans la province de Shimōsa (aujourd'hui dans la préfecture de Chiba), Hayashi est le fils de Sato Taizen, un médecin pratiquant la médecine néerlandaise au service du domaine de Sakura. Il est adopté enfant par Hayashi Dokai, médecin au service du shogunat Tokugawa. Il reçoit ainsi le nom de famille de Hayashi mais continue à se nommer parfois Sato Tosaburo. Il apprend l'anglais à l'académie Hepburn de Yokohama (l'ancêtre de l'université Meiji Gakuin).
De 1866 à 1868, Hayashi étudie au Royaume-Uni à l'University College School (en) et au King's College de Londres. Il fait alors partie d'un groupe de quatorze jeunes Japonais (qui comprend Dairoku Kikuchi) envoyé par le shogunat Tokugawa sur les conseils du ministre britannique des Affaires étrangères Edward Stanley. Pendant cette période, il est initié en franc-maçonnerie au sein de la loge maçonnique« Empire n°2108 » le 24 février 1903 et fut considéré comme le premier japonais initié en maçonnerie avant la découverte de document en 1978, certifiant l'appartenance maçonnique de Mamichi Tsuda et Nishi Amane initiés aux Pays-Bas en 1864.
Hayashi retourne au Japon en pleine guerre de Boshin et rejoint les partisans du shogunat menés par Enomoto Takeaki qu'il suit jusqu'à Hokkaidō avec les restes de la flotte des Tokugawa. Il capturé par les forces impériales après la défaite de la bataille de Hakodate, qui marque la fin de la république d'Ezo, et est incarcéré à Yokohama.
Relâché en 1871 par le gouverneur de Kanagwa Mutsu Munemitsu, il est embauché par le gouvernement de Meiji pour ses compétences dans les langues étrangères et son expérience à l'étranger et fait partie de la mission Iwakura en Europe et aux États-Unis de 1871 à 1873.

### Carrière politique
À son retour au Japon, Hayashi travaille au ministère des Travaux publics et est plus tard nommé gouverneur de la préfecture de Kagawa puis de la préfecture de Hyōgo. En 1891, il est nommé vice-ministre des Affaires étrangères. Il est élevé au titre de baron (danshaku) en 1895, selon le système de pairie kazoku.
Hayashi est ensuite nommé ambassadeur du Japon auprès de la Cour de Qing à la légation japonaise de Pékin, puis en Russie à Saint-Pétersbourg et enfin au Royaume-Uni en 1900. Pendant son service à Londres, il conclut avec succès l'alliance anglo-japonaise qu'il signe au nom du gouvernement japonais le 30 janvier 1902. Il est élevé au titre de vicomte (shishaku) la même année.
Le 2 décembre 1905, Hayashi devient le premier ambassadeur du Japon à la Cour de Saint-Jacques (en), après consolidation des relations diplomatiques entre l'empire du Japon et l'empire britannique. À l'époque, Claude Maxwell MacDonald est son homologue à Tokyo.
Devenu ministre des Affaires étrangères dans le premier gouvernement de Saionji Kinmochi en 1906, Hayashi conclut des accords avec la France (accord franco-japonais de 1907) et avec la Russie (accord russo-japonais de 1907-1916). Il est ensuite ministre des Communications dans le second gouvernement de Saionji puis redevient provisoirement ministre des Affaires étrangères en 1911 et 1912. Il est élevé au titre de comte (hakushaku) en 1907.
Hayashi meurt en 1913. Sa tombe se trouve au cimetière d'Aoyama à Tokyo.

## Décoration
- Ordre du Trésor sacré, 1re classe (1895)
- Ordre du Soleil levant, 1re classe (1899)
- Ordre du Soleil levant, Grand Cordon (1906)
- Ordre royal de Victoria (1905)